# Gushi bian
Gushi bian (Debat over de oude geschiedenis) is het belangrijkste werk van de Chinese historicus Gu Jiegang. Tussen 1926 en 1941 verschenen zeven delen waarin werd afgerekend met het beeld dat de oude Chinese geschiedenis uitsluitend was gevormd en bepaald door Han-Chinezen, zonder te erkennen dat daarbij ook niet-Chinese volkeren een rol hebben gespeeld. Door het benadrukken van deze diversiteit kwam men in botsing met de heersende, door confucianistische tradities gevormde eeuwenoude visie dat China vanaf de pre-dynastieke periode voortdurend een eenheidsstaat was geweest en dat niet-Chinese volkeren pas na overname van de superieur geachte Chinese cultuur een deel van China zijn geworden.
Samenstellers van de Gushi Bian waren Luo Genze (罗根泽, 1900-1960), Lü Simian (呂思勉, 1884-1957) en Tong Shuye (童书业, 1908-1968). Net als Gu Jiegang behoorden ook zij tot de 'School van de twijfel aan de oudheid' (yigupai, 疑古派).